# Левеїт
Левеїт (рос. левеит; англ. loeweite; нім. Loeweit m) — мінерал, водний сульфат натрію і магнію острівної будови.

## Загальна характеристика
Хімічна формула: Na2Mg[SO4]2·2H2O.
Містить (%): Na2O — 20,2; MgO — 13,0; SO3 — 52,1; H2O — 14,7.
Сингонія тригональна. Знайдений у вигляді зерен.
Густина 2,374.
Твердість 3-3,5.
Безбарвний та червонувато-жовтий.
Блиск скляний. Прозорий. На смак гіркий.
Знайдений у відкладах калійних солей Передкарпаття, Штасфурта (ФРН), Зальцбурґа (Австрія), Чилі та ін. Рідкісний.
За прізвищем німецького хіміка О.Леве (O.Loewe), W.K.Haidinger, 1847.